# Az RB Leipzig 2015–2016-os szezonja
Az Az RB Leipzig 2015–2016-os szezonja Ez volt a csapat 7. szezonja a versenyszerű labdarúgásban, 2. szezonja a Bundesliga 2-ben és a 7. szezonja fennállása óta.

## Mezek
| \| \| \| \| \| \| \| \| \| \| \| \| |              |              |
| Hazai mez                           |              |              |
| Team colours                        | Team colours | Team colours |
| Team colours                        |              |              |
| Team colours                        |              |              |

| Team colours | Team colours | Team colours |
| Team colours |              |              |
| Team colours |              |              |

| \| \| \| \| \| \| \| \| \| \| \| \| |              |              |
| Hazai alternatív mez                |              |              |
| Team colours                        | Team colours | Team colours |
| Team colours                        |              |              |
| Team colours                        |              |              |

| Team colours | Team colours | Team colours |
| Team colours |              |              |
| Team colours |              |              |

| \| \| \| \| \| \| \| \| \| \| \| \| |              |              |
| Hazai alternatív mez 2              |              |              |
| Team colours                        | Team colours | Team colours |
| Team colours                        |              |              |
| Team colours                        |              |              |

| Team colours | Team colours | Team colours |
| Team colours |              |              |
| Team colours |              |              |

| \| \| \| \| \| \| \| \| \| \| \| \| |              |              |
| Vendég mez                          |              |              |
| Team colours                        | Team colours | Team colours |
| Team colours                        |              |              |
| Team colours                        |              |              |

| Team colours | Team colours | Team colours |
| Team colours |              |              |
| Team colours |              |              |

| \| \| \| \| \| \| \| \| \| \| \| \| |              |              |
| 3. számú mez                        |              |              |
| Team colours                        | Team colours | Team colours |
| Team colours                        |              |              |
| Team colours                        |              |              |

| Team colours | Team colours | Team colours |
| Team colours |              |              |
| Team colours |              |              |

## Átigazolás

### Érkezők
| No. | Poszt | Név                               | Kor | Honnan                   | Típus      | Időszak | Szerződési idő | Ár               | Hivatkozás |
| --- | ----- | --------------------------------- | --- | ------------------------ | ---------- | ------- | -------------- | ---------------- | ---------- |
| 27  | FW    | Davie Selke                       | 20  | SV Werder Bremen         | Átigazolás | Nyár    | 2020           | €7,040,000       | [ 1 ]      |
| 20  | MF    | Ken Gipson                        | 19  | VfB Stuttgart            | Átigazolás | Nyár    | 2018           | Szabadon igazolt | [ 2 ]      |
| 4   | DF    | Willi Orban                       | 22  | 1. FC Kaiserslautern     | Átigazolás | Nyár    | 2019           | €1,760,000       | [ 3 ]      |
| 32  | GK    | Gulácsi Péter                     | 25  | Red Bull Salzburg        | Átigazolás | Nyár    | 2019           | Nem nyilvános    | [ 4 ]      |
| 13  | MF    | Stefan Ilsanker                   | 26  | Red Bull Salzburg        | Átigazolás | Nyár    | 2018           | Nem nyilvános    | [ 4 ]      |
| 17  | FW    | Nils Quaschner                    | 21  | Red Bull Salzburg        | Átigazolás | Nyár    | 2018           | Nem nyilvános    | [ 4 ]      |
|     | MF    | Gino Fechner                      | 17  | VfL Bochum               | Átigazolás | Nyár    | 2018           | €880,000         | [ 5 ]      |
|     | MF    | Kamil Wojtkowski                  | 18  | Pogoń Szczecin           | Átigazolás | Nyár    | 2017           |                  | [ 6 ]      |
| 5   | DF    | Atınç Nukan                       | 20  | Beşiktaş JK              | Átigazolás | Nyár    | 2020           | €6,000,000       | [ 7 ]      |
| 21  | DF    | Dmitrij Vlagyimirovics Szkopincev | 18  | Zenyit Szankt-Petyerburg | Átigazolás | Nyár    | 2019           | €420             | [ 8 ]      |

### Távozók
| No. | Poszt | Név                 | Kor | Hová               | Típus       | Időszak | Ár               | Hivatkozás  |
| --- | ----- | ------------------- | --- | ------------------ | ----------- | ------- | ---------------- | ----------- |
|     | MF    | Joshua Kimmich      | 20  | FC Bayern München  | Átigazolás  | Nyár    | €1,500,000       | [ 2 ] [ 9 ] |
|     | MF    | Henrik Ernst        | 28  | RB Leipzig II      | Átigazolás  | Nyár    | Szabadon igazolt | [ 9 ]       |
|     | DF    | Fabian Franke       | 26  | SV Wehen Wiesbaden | Átigazolás  | Nyár    | Nem nyilvános    | [ 9 ]       |
|     | FW    | Daniel Frahn        | 27  | 1. FC Heidenheim   | Átigazolás  | Nyár    | Lejárt szerződés | [ 9 ]       |
|     | MF    | Sebastian Heidinger | 29  | 1. FC Heidenheim   | Átigazolás  | Nyár    | Nem nyilvános    | [ 9 ]       |
|     | DF    | Niklas Hoheneder    | 28  | SC Paderborn 07    | Átigazolás  | Nyár    | Lejárt szerződés | [ 9 ]       |
|     | GK    | Thomas Dähne        | 21  | Helsingin JK       | Átigazolás  | Nyár    | Lejárt szerződés | [ 9 ]       |
|     | GK    | Fabian Bredlow      | 20  | Hallescher FC      | Átigazolás  | Nyár    | Nem nyilvános    | [ 10 ]      |
|     | FW    | Ómer Dámárí         | 26  | Red Bull Salzburg  | Kölcsönadás | Nyár    | Nem nyilvános    | [ 11 ]      |
|     | FW    | Matthias Morys      | 28  | VfR Aalen          | Átigazolás  | Nyár    | Nem nyilvános    | [ 12 ]      |
|     | MF    | Clemens Fandrich    | 24  | FC Luzern          | Átigazolás  | Nyár    | Nem nyilvános    | [ 12 ]      |
|     | DF    | Tim Sebastian       | 31  | SC Paderborn 07    | Átigazolás  | Tél     | Nem nyilvános    | [ 13 ]      |
| 19  | MF    | Kalmár Zsolt        | 20  | FSV Frankfurt      | Kölcsönadás | Tél     | Nem nyilvános    | [ 14 ]      |

## Mérkőzések

### Barátságos találkozók
| 2015. június 20. 15:30 |

| Berliner AK | 0 – 2               | RB Leipzig            |
| ----------- | ------------------- | --------------------- |
|             | (0 - 1) Jegyzőkönyv | Wagner 42' Dzalto 68' |

| Werner-Seelenbinder-Sportstätte, Herzberg Nézőszám: 894 Játékvezető: Matthias Lämmchen |

| 2015. június 27. 15:30 |

| Kickers 94 Markkleeberg | 0 – 15              | RB Leipzig |
| ----------------------- | ------------------- | --- |
|                         | (0 - 6) Jegyzőkönyv | Teigl 7' Selke 11' 33' 38' Kaiser 21' Khedira 35' Reddemann 55' Dzalto 58' 65' 85' Endres 71' Palacios 75' Hierländer 79' 89' Demme 86' |

| Stadion am Bad, Markranstädt Nézőszám: 1032 Játékvezető: Jens Klem |

| 2015. július 1. 17:30 |

| FSV Budissa Bautzen | 1 – 2               | RB Leipzig                |
| ------------------- | ------------------- | ------------------------- |
| Salewski 53'        | (0 - 0) Jegyzőkönyv | Endres 52' Hierländer 67' |

| Stadion der Freundschaft, Grimma Nézőszám: 877 Játékvezető: Alexander Sather |

| 2015. július 4. 16:30 |

| Slovan Liberec | 0 – 3               | RB Leipzig                            |
| -------------- | ------------------- | ------------------------------------- |
|                | (0 - 2) Jegyzőkönyv | Quaschner 35' Forsberg 40' Strauß 59' |

| Stadion der Freundschaft, Grimma Nézőszám: 648 Játékvezető: Felix-Benjamin Schwermer |

| 2015. július 8. 18:00 |

| Southampton                             | 4 – 5               | RB Leipzig                                                  |
| --------------------------------------- | ------------------- | ----------------------------------------------------------- |
| Juanmi 26' Rodriguez 54' 90' Soares 79' | (1 - 1) Jegyzőkönyv | Quaschner 25' Mauer 55' Sebastian 59' Kalmár 67' Strauß 76' |

| Leogang |

| 2015. július 12. 15:00 |

| Rubin Kazany | 0 – 1               | RB Leipzig   |
| ------------ | ------------------- | ------------ |
|              | (0 - 0) Jegyzőkönyv | Forsberg 61' |

| Leogang |

| 2015. július 18. 19:00 |

| RB Leipzig                        | 3 – 0               | Hapóél Tel-Aviv |
| --------------------------------- | ------------------- | --------------- |
| Selke 9' Ilsanker 45' Khedira 86' | (2 - 0) Jegyzőkönyv |                 |

| Red Bull Arena, Lipcse Nézőszám: 5 519 Játékvezető: Harm Osmers |

| 2015. július 29. 18:00 |

| RB Leipzig             | 2 – 0               | Ingolstadt 04 |
| ---------------------- | ------------------- | ------------- |
| Demme 62' Forsberg 78' | (0 - 0) Jegyzőkönyv |               |

| Red Bull Arena, Lipcse Nézőszám: 7 119 Játékvezető: Lasse Koslowski |

| 2015. szeptember 4. 16:30 |

| RB Leipzig | 1 – 1               | Dukla Praha |
| ---------- | ------------------- | ----------- |
| Bruno 61'  | (0 - 1) Jegyzőkönyv | Prikryl 13' |

| Stadion am Bad, Markranstädt Nézőszám: 725 Játékvezető: Alexander Sather |

| 2015. október 9. 16:30 |

| Werder Bremen                       | 3 – 0               | RB Leipzig |
| ----------------------------------- | ------------------- | ---------- |
| Bartels 37' Lorenzen 81' Manneh 88' | (1 - 0) Jegyzőkönyv |            |

| Krandlstadion, Wildeshausen Nézőszám: 4 500 Játékvezető: Frank Willenborg |

| 2015. november 13. 16:00 |

| RB Leipzig  | 1 – 0               | Pogoń Szczecin |
| ----------- | ------------------- | -------------- |
| Compper 54' | (0 - 0) Jegyzőkönyv |                |

| Edzőközpont, Lipcse Nézőszám: 500 Játékvezető: Daniel Siebert |

| 2016. január 10. 15:30 |

| RB Leipzig | 13 – 0              | FC Eilenburg |
| --- | ------------------- | ------------ |
| Sabitzer 2' 31' Forsberg 8' 13' (11-esből) 25' Quaschner 38' 42' Kalmár 64' 75' 90' Poulsen 85' Selke 86' 88' | (8 - 0) Jegyzőkönyv |              |

| Edzőközpont, Lipcse Nézőszám: 1012 Játékvezető: Alexander Sather |

| 2016. január 14. 16:00 |

| RB Leipzig                                              | 5 – 0               | Bischofswerdaer FV 08 |
| ------------------------------------------------------- | ------------------- | --------------------- |
| Halstenberg 35' Quaschner 45' Teigl 49' Poulsen 57' 81' | (1 - 0) Jegyzőkönyv |                       |

| Edzőközpont, Lipcse Nézőszám: 432 Játékvezető: Felix-Benjamin Schwermer |

| 2016. január 20. 14:30 |

| FC St. Gallen          | 1 – 3               | RB Leipzig                                  |
| ---------------------- | ------------------- | ------------------------------------------- |
| Aleksić 30' (11-esből) | (1 - 0) Jegyzőkönyv | Kalmár 48' (11-esből) Teigl 50' Khedira 89' |

| Edzőközpont, Belek |

| 2016. január 24. 14:30 |

| FC Thun    | 1 – 3               | RB Leipzig                            |
| ---------- | ------------------- | ------------------------------------- |
| Zárate 33' | (1 - 2) Jegyzőkönyv | Forsberg 10' Sabitzer 41' Fechner 49' |

| Edzőközpont, Belek |

| 2016. január 31. 13:30 |

| RB Leipzig                                                     | 5 – 0               | FK Teplice |
| -------------------------------------------------------------- | ------------------- | ---------- |
| Forsberg 43' Sabitzer 45' Poulsen 49' Selke 57' (11-esből) 72' | (2 - 0) Jegyzőkönyv |            |

| Red Bull Arena, Lipcse Nézőszám: 2 087 |

### Bajnokság
| 2015. július 25. 15:30 (CEST) | FSV Frankfurt | 0 – 1                 | RB Leipzig   | Frankfurter Volksbank Stadion, Frankfurt Nézőszám: 7 021 Játékvezető: Robert Hartmann |
| 2015. július 25. 15:30 (CEST) |               | (0 – 0) (Jegyzőkönyv) | Sabitzer 55' | Frankfurter Volksbank Stadion, Frankfurt Nézőszám: 7 021 Játékvezető: Robert Hartmann |

| 2015. augusztus 3. 20:15 (CEST) | RB Leipzig             | 2 – 2                 | Greuther Fürth        | Red Bull Arena, Lipcse Nézőszám: 27 216 Játékvezető: Daniel Siebert |
| 2015. augusztus 3. 20:15 (CEST) | Selke 13' Forsberg 74' | (1 – 2) (Jegyzőkönyv) | Freis 12' Berisha 40' | Red Bull Arena, Lipcse Nézőszám: 27 216 Játékvezető: Daniel Siebert |

| 2015. augusztus 15. 13:00 (CEST) | Eintracht Braunschweig | 0 – 2                 | RB Leipzig             | Eintracht-Stadion, Braunschweig Nézőszám: 21 315 Játékvezető: Deniz Aytekin |
| 2015. augusztus 15. 13:00 (CEST) |                        | (0 – 0) (Jegyzőkönyv) | Selke 68' Forsberg 76' | Eintracht-Stadion, Braunschweig Nézőszám: 21 315 Játékvezető: Deniz Aytekin |

| 2015. augusztus 23. 13:30 (CEST) | RB Leipzig | 0 – 1                 | Greuther Fürth | Red Bull Arena, Lipcse Nézőszám: 41 795 Játékvezető: Bastian Dankert |
| 2015. augusztus 23. 13:30 (CEST) |            | (0 – 1) (Jegyzőkönyv) | Thy 44'        | Red Bull Arena, Lipcse Nézőszám: 41 795 Játékvezető: Bastian Dankert |

| 2015. augusztus 28. 13:00 (CEST) | Union Berlin | 1 – 1                 | RB Leipzig   | Stadion An der Alten Försterei, Berlin Nézőszám: 21 283 Játékvezető: Patrick Ittrich |
| 2015. augusztus 28. 13:00 (CEST) | Brandy 25'   | (1 – 0) (Jegyzőkönyv) | Parensen 83' | Stadion An der Alten Försterei, Berlin Nézőszám: 21 283 Játékvezető: Patrick Ittrich |

| 2015. szeptember 11. 18:30 (CEST) | RB Leipzig                | 2 – 0                 | Paderborn 07 | Red Bull Arena, Lipcse Nézőszám: 25 394 Játékvezető: Bibiana Steinhaus |
| 2015. szeptember 11. 18:30 (CEST) | Sabitzer 18' Forsberg 28' | (2 – 0) (Jegyzőkönyv) |              | Red Bull Arena, Lipcse Nézőszám: 25 394 Játékvezető: Bibiana Steinhaus |

| 2015. szeptember 18. 18:30 (CEST) | FC Heidenheim        | 1 – 1                 | RB Leipzig      | Voith-Arena, Heidenheim Nézőszám: 12 486 Játékvezető: Guido Winkmann |
| 2015. szeptember 18. 18:30 (CEST) | Frahn 36' (11-esből) | (0 – 1) (Jegyzőkönyv) | Halstenberg 62' | Voith-Arena, Heidenheim Nézőszám: 12 486 Játékvezető: Guido Winkmann |

| 2015. szeptember 24. 20:15 (CEST) | RB Leipzig | 1 – 1                 | SC Freiburg  | Red Bull Arena, Lipcse Nézőszám: 25 869 Játékvezető: Benjamin Cortus |
| 2015. szeptember 24. 20:15 (CEST) | Selke 47'  | (0 – 1) (Jegyzőkönyv) | Petersen 29' | Red Bull Arena, Lipcse Nézőszám: 25 869 Játékvezető: Benjamin Cortus |

| 2015. szeptember 27. 13:30 (CEST) | 1860 München       | 2 – 2                 | RB Leipzig            | Allianz-Arena, München Nézőszám: 21 600 Játékvezető: Sven Jablonski |
| 2015. szeptember 27. 13:30 (CEST) | Wolf 8' Okotie 78' | (1 – 1) (Jegyzőkönyv) | Forsberg 6' Selke 67' | Allianz-Arena, München Nézőszám: 21 600 Játékvezető: Sven Jablonski |

| 2015. október 4. 13:30 (CEST) | RB Leipzig               | 3 – 2                 | 1. FC Nürnberg            | Red Bull Arena, Lipcse Nézőszám: 28 987 Játékvezető: Christian Dingert |
| 2015. október 4. 13:30 (CEST) | Kaiser 47' Selke 11' 16' | (3 – 0) (Jegyzőkönyv) | Bulthuis 62' Füllkrug 76' | Red Bull Arena, Lipcse Nézőszám: 28 987 Játékvezető: Christian Dingert |

| 2015. október 18. 13:30 (CEST) | VfL Bochum | 0 – 1                 | RB Leipzig   | Rewirpower-Stadion, Bochum Nézőszám: 20 704 Játékvezető: Benjamin Brand |
| 2015. október 18. 13:30 (CEST) |            | (0 – 0) (Jegyzőkönyv) | Sabitzer 65' | Rewirpower-Stadion, Bochum Nézőszám: 20 704 Játékvezető: Benjamin Brand |

| 2015. október 23. 18:30 (CEST) | RB Leipzig                  | 2 – 1                 | Fortuna Düsseldorf | Red Bull Arena, Lipcse Nézőszám: 24 095 Játékvezető: Harm Osmers |
| 2015. október 23. 18:30 (CEST) | Forsberg 45+1' Sabitzer 64' | (1 – 0) (Jegyzőkönyv) | Haggui 75'         | Red Bull Arena, Lipcse Nézőszám: 24 095 Játékvezető: Harm Osmers |

| 2015. november 1. 13:30 (CEST) | SV Sandhausen  | 1 – 2                 | RB Leipzig                 | Hardtwaldstadion, Sandhausen Nézőszám: 5 811 Játékvezető: Guido Winkmann |
| 2015. november 1. 13:30 (CEST) | Bouhaddouz 27' | (1 – 1) (Jegyzőkönyv) | Kaiser 31' Halstenberg 74' | Hardtwaldstadion, Sandhausen Nézőszám: 5 811 Játékvezető: Guido Winkmann |

| 2015. november 8. 13:30 (CEST) | RB Leipzig | 0 – 2                 | Kaiserslautern        | Red Bull Arena, Lipcse Nézőszám: 33 598 Játékvezető: Manuel Gräfe |
| 2015. november 8. 13:30 (CEST) |            | (0 – 1) (Jegyzőkönyv) | Klich 37' Deville 69' | Red Bull Arena, Lipcse Nézőszám: 33 598 Játékvezető: Manuel Gräfe |

| 2015. november 21. 13:00 (CEST) | Arminia Bielefeld | 0 – 1                 | RB Leipzig | Schüco Arena, Bielefeld Nézőszám: 18 664 Játékvezető: Timo Gerach |
| 2015. november 21. 13:00 (CEST) |                   | (0 – 1) (Jegyzőkönyv) | Selke 40'  | Schüco Arena, Bielefeld Nézőszám: 18 664 Játékvezető: Timo Gerach |

| 2015. november 30. 13:00 (CEST) | Karlsruher SC | 0 – 1                 | RB Leipzig   | Wildparkstadion, Karlsruhe Nézőszám: 15 575 Játékvezető: Robert Hartmann |
| 2015. november 30. 13:00 (CEST) |               | (0 – 0) (Jegyzőkönyv) | Sabitzer 70' | Wildparkstadion, Karlsruhe Nézőszám: 15 575 Játékvezető: Robert Hartmann |

| 2015. december 6. 13:30 (CEST) | RB Leipzig                              | 4 – 2                 | MSV Duisburg              | Red Bull Arena, Lipcse Nézőszám: 27 477 Játékvezető: Peter Sippel |
| 2015. december 6. 13:30 (CEST) | Poulsen 27' 90' Quaschner 85' Nukan 87' | (1 – 1) (Jegyzőkönyv) | Wolze 18' Scheidhauer 80' | Red Bull Arena, Lipcse Nézőszám: 27 477 Játékvezető: Peter Sippel |

| 2015. december 13. 13:30 (CEST) | RB Leipzig                  | 3 – 1                 | FSV Frankfurt | Red Bull Arena, Lipcse Nézőszám: 19 119 Játékvezető: Martin Petersen |
| 2015. december 13. 13:30 (CEST) | Sabitzer 58' 67' Kaiser 61' | (0 – 0) (Jegyzőkönyv) | Perdedaj 61'  | Red Bull Arena, Lipcse Nézőszám: 19 119 Játékvezető: Martin Petersen |

| 2015. december 19. 13:00 (CEST) | Greuther Fürth | 1 – 2                 | RB Leipzig                 | Stadion am Laubenweg, Fürth Nézőszám: 10 070 Játékvezető: Christian Dingert |
| 2015. december 19. 13:00 (CEST) | Röcker 90+1'   | (0 – 0) (Jegyzőkönyv) | Poulsen 48' Ilsanker 90+3' | Stadion am Laubenweg, Fürth Nézőszám: 10 070 Játékvezető: Christian Dingert |

| 2016. február 7. 13:30 (CEST) | RB Leipzig               | 2 – 0                 | Eintracht Braunschweig | Red Bull Arena, Lipcse Nézőszám: 28 112 Játékvezető: Felix Zwayer |
| 2016. február 7. 13:30 (CEST) | Forsberg 24' Compper 30' | (2 – 0) (Jegyzőkönyv) |                        | Red Bull Arena, Lipcse Nézőszám: 28 112 Játékvezető: Felix Zwayer |

| 2016. február 12. 18:30 (CEST) | St. Pauli     | 1 – 0                 | RB Leipzig | Millerntor-Stadion, Hamburg Nézőszám: 29 546 Játékvezető: Tobias Welz |
| 2016. február 12. 18:30 (CEST) | Rzatkowski 8' | (1 – 0) (Jegyzőkönyv) |            | Millerntor-Stadion, Hamburg Nézőszám: 29 546 Játékvezető: Tobias Welz |

| 2016. február 19. 18:30 (CEST) | RB Leipzig                       | 3 – 0                 | Union Berlin | Red Bull Arena, Lipcse Nézőszám: 30 964 Játékvezető: Dr. Felix Brych |
| 2016. február 19. 18:30 (CEST) | Kaiser 13' Orban 25' Poulsen 52' | (2 – 0) (Jegyzőkönyv) |              | Red Bull Arena, Lipcse Nézőszám: 30 964 Játékvezető: Dr. Felix Brych |

| 2016. február 26. 18:30 (CEST) | Paderborn 07 | 0 – 1                 | RB Leipzig  | Benteler-Arena, Paderborn Nézőszám: 8 838 Játékvezető: Florian Meyer |
| 2016. február 26. 18:30 (CEST) |              | (0 – 0) (Jegyzőkönyv) | Compper 64' | Benteler-Arena, Paderborn Nézőszám: 8 838 Játékvezető: Florian Meyer |

| 2016. március 2. 17:30 (CEST) | RB Leipzig                         | 3 – 1                 | Heidenheim   | Red Bull Arena, Lipcse Nézőszám: 22 134 Játékvezető: Sören Storks |
| 2016. március 2. 17:30 (CEST) | Kaiser 56' Poulsen 62' Compper 83' | (0 – 1) (Jegyzőkönyv) | Leipertz 21' | Red Bull Arena, Lipcse Nézőszám: 22 134 Játékvezető: Sören Storks |

| 2016. március 7. 20:15 (CEST) | SC Freiburg                 | 2 – 1                 | RB Leipzig | Schwarzwald-Stadion, Freiburg Nézőszám: 23 500 Játékvezető: Manuel Gräfe |
| 2016. március 7. 20:15 (CEST) | Grifo 10' Niederlechner 68' | (1 – 0) (Jegyzőkönyv) | Kaiser 56' | Schwarzwald-Stadion, Freiburg Nézőszám: 23 500 Játékvezető: Manuel Gräfe |

| 2016. március 13. 13:30 (CEST) | RB Leipzig                | 2 – 1                 | 1860 München | Red Bull Arena, Lipcse Nézőszám: 25 55 Játékvezető: Robert Kampka |
| 2016. március 13. 13:30 (CEST) | Selke 64' Klostermann 77' | (0 – 0) (Jegyzőkönyv) | Mölders 50'  | Red Bull Arena, Lipcse Nézőszám: 25 55 Játékvezető: Robert Kampka |

| 2016. március 20. 13:30 (CEST) | 1. FC Nürnberg                            | 3 – 1                 | RB Leipzig | Grundig Stadion, Nürnberg Nézőszám: 40 860 Játékvezető: Felix Zwayer |
| 2016. március 20. 13:30 (CEST) | Petrák 70' Füllkrug 75' Burgstaller 90+4' | (0 – 0) (Jegyzőkönyv) | Selke 52'  | Grundig Stadion, Nürnberg Nézőszám: 40 860 Játékvezető: Felix Zwayer |

| 2016. április 2. 13:00 (CEST) | RB Leipzig               | 3 – 1                 | VfL Bochum  | Red Bull Arena, Lipcse Nézőszám: 32 244 Játékvezető: Benjamin Brand |
| 2016. április 2. 13:00 (CEST) | Kaiser 51' Bruno 53' 63' | (0 – 0) (Jegyzőkönyv) | Losilla 88' | Red Bull Arena, Lipcse Nézőszám: 32 244 Játékvezető: Benjamin Brand |

| 2016. április 11. 20:15 (CEST) | Fortuna Düsseldorf | 1 – 3                 | RB Leipzig                  | Esprit Arenaf, Düsseldorf Nézőszám: 25 474 Játékvezető: Christian Dingert |
| 2016. április 11. 20:15 (CEST) | Fink 15'           | (1 – 1) (Jegyzőkönyv) | Poulsen 45+1' 73' Selke 48' | Esprit Arenaf, Düsseldorf Nézőszám: 25 474 Játékvezető: Christian Dingert |

| 2016. április 15. 18:30 (CEST) | RB Leipzig | 0 – 1                 | SV Sandhausen | Red Bull Arena, Lipcse Nézőszám: 30 279 Játékvezető: Benjamin Cortus |
| 2016. április 15. 18:30 (CEST) |            | (0 – 0) (Jegyzőkönyv) | Vollmann 62'  | Red Bull Arena, Lipcse Nézőszám: 30 279 Játékvezető: Benjamin Cortus |

| 2016. április 25. 20:15 (CEST) | 1. FC Kaiserslautern | 1 – 1                 | RB Leipzig   | Fritz Walter Stadion, Kaiserslautern Nézőszám: 27 332 Játékvezető: Bastian Dankert |
| 2016. április 25. 20:15 (CEST) | Przybylko 83'        | (0 – 0) (Jegyzőkönyv) | Forsberg 56' | Fritz Walter Stadion, Kaiserslautern Nézőszám: 27 332 Játékvezető: Bastian Dankert |

| 2016. április 29. 18:30 (CEST) | RB Leipzig   | 1 – 1                 | Arminia Bielefeld | Red Bull Arena, Lipcse Nézőszám: 35 102 Játékvezető: Michael Weiner |
| 2016. április 29. 18:30 (CEST) | Sabitzer 30' | (1 – 0) (Jegyzőkönyv) | Behrendt 60'      | Red Bull Arena, Lipcse Nézőszám: 35 102 Játékvezető: Michael Weiner |

| 2016. május 8. 15:30 (CEST) | RB Leipzig   | 2 – 0                 | Karlsruher SC | Red Bull Arena, Lipcse Nézőszám: 42 559 Játékvezető: Peter Sippel |
| 2016. május 8. 15:30 (CEST) | Forsberg 52' | (0 – 0) (Jegyzőkönyv) | Vollath 86'   | Red Bull Arena, Lipcse Nézőszám: 42 559 Játékvezető: Peter Sippel |

| 2016. április 25. 15:30 (CEST) | MSV Duisburg  | 1 – 0                 | RB Leipzig | MSV-Arena, Duisburg Nézőszám: 28 209 Játékvezető: Tobias Welz |
| 2016. április 25. 15:30 (CEST) | Chanturia 75' | (0 – 0) (Jegyzőkönyv) |            | MSV-Arena, Duisburg Nézőszám: 28 209 Játékvezető: Tobias Welz |

### Helyezések fordulónként
| Forduló  | 1  | 2 | 3  | 4 | 5 | 6  | 7 | 8 | 9 | 10 | 11 | 12 | 13 | 14 | 15 | 16 | 17 | 18 | 19 | 20 | 21 | 22 | 23 | 24 | 25 | 26 | 27 | 28 | 29 | 30 | 31 | 32 | 33 | 34 |
| -------- | -- | - | -- | - | - | -- | - | - | - | -- | -- | -- | -- | -- | -- | -- | -- | -- | -- | -- | -- | -- | -- | -- | -- | -- | -- | -- | -- | -- | -- | -- | -- | -- |
| Helyszín | I  | O | I  | O | I | O  | I | O | I | O  | I  | O  | I  | O  | I  | I  | O  | O  | I  | O  | I  | O  | I  | O  | I  | O  | I  | O  | I  | O  | I  | O  | O  | I  |
| Eredmény | GY | D | GY | V | D | GY | D | D | D | GY | GY | GY | GY | V  | GY | GY | GY | GY | GY | GY | V  | GY | GY | GY | V  | GY | V  | GY | GY | V  | D  | D  | GY | V  |
| Helyezés | 4  | 4 | 2  | 6 | 5 | 4  | 4 | 6 | 6 | 5  | 3  | 2  | 1  | 3  | 2  | 2  | 2  | 1  | 1  | 1  | 1  | 1  | 1  | 1  | 1  | 1  | 2  | 2  | 2  | 2  | 2  | 2  | 2  | 2  |

Helyszín: O = Otthon; I = Idegenben. Eredmény: GY = Győzelem; D = Döntetlen; V = Vereség.

### DFB-Pokal
| 2015. augusztus 10. 18:30 |

| VfL Osnabrück | 0 – 2 | RB Leipzig |
| ------------- | ----- | ---------- |
|               | (DFB) |            |

| Osnatel-Arena, Osnabrück |

| 2015. augusztus 10. 18:30 |

| VfL Osnabrück | 0 – 2 | RB Leipzig |
| ------------- | ----- | ---------- |
|               | (DFB) |            |

| Osnatel-Arena, Osnabrück |

| 2015. október 27. 20:30 |

| RB Leipzig | 0 – 2             | SpVgg Unterhaching                         |
| ---------- | ----------------- | ------------------------------------------ |
|            | (2–0) Jegyzőkönyv | Einsiedler 5' Rosenzweig 23' Steinherr 67' |

| Sportpark Unterhaching, Unterhaching Nézőszám: 5 000 Játékvezető: Dr. Robert Kampka |

| 2015. október 27. 20:30 |

| RB Leipzig | 0 – 2             | SpVgg Unterhaching                         |
| ---------- | ----------------- | ------------------------------------------ |
|            | (2–0) Jegyzőkönyv | Einsiedler 5' Rosenzweig 23' Steinherr 67' |

| Sportpark Unterhaching, Unterhaching Nézőszám: 5 000 Játékvezető: Dr. Robert Kampka |

## Statisztika

### Pályára lépések
Csak a bajnoki mérkőzések statisztikái alapján:
| #  | N.          | P. | Név                | Kezdő | Egyéb kezdőjátékosok                                        |
| -- | ----------- | -- | ------------------ | ----- | ----------------------------------------------------------- |
| 1  | Svájc       | K  | Fabio Coltorti     | 21    | Gulácsi Péter: 14 Benjamin Bellot: 0                        |
| 23 | Német       | V  | Marcel Halstenberg | 24    | Anthony Jung: 22                                            |
| 4  | Németország | V  | Willi Orban        | 32    | Atınç Nukan: 12                                             |
| 33 | Németország | V  | Marvin Compper     | 23    | Tim Sebastian: 6 Alexander Sorge: 0                         |
| 16 | Németország | V  | Lukas Klostermann  | 30    | Georg Teigl: 11 Ken Gipson: 2                               |
| 24 | Németország | KP | Dominik Kaiser     | 30    | Stefan Hierländer: 1                                        |
| 13 | Ausztria    | KP | Stefan Ilsanker    | 26    | Rani Khedira: 19                                            |
| 14 | Belga       | KP | Massimo Bruno      | 24    | Kalmár Zsolt: 4 Idrissa Touré: 1 Felix Beiersdorf: 0        |
| 31 | Németország | KP | Diego Demme        | 28    | Patrick Strauß: 0 Gino Fechner: 0                           |
| 9  | Dánia       | CS | Yussuf Poulsen     | 32    | Marcel Sabitzer: 32 Nils Quaschner: 19 Agyemang Diawusie: 0 |
| 10 | Svédország  | CS | Emil Forsberg      | 32    | Davie Selke: 30 Terrence Boyd: 0                            |

### Gólok
| #  | Nemz.       | Poszt | Játékos            | Bundesliga 2 | DFB | Összesen |
| -- | ----------- | ----- | ------------------ | ------------ | --- | -------- |
| 27 | Németország | CS    | Davie Selke        | 10           | 0   | 10       |
| 7  | Ausztria    | CS    | Marcel Sabitzer    | 8            | 0   | 8        |
| 10 | Svédország  | CS    | Emil Forsberg      | 8            | 0   | 8        |
| 9  | Dánia       | CS    | Yussuf Poulsen     | 7            | 0   | 7        |
| 24 | Németország | KP    | Dominik Kaiser     | 7            | 0   | 7        |
| 33 | Németország | V     | Marvin Compper     | 3            | 0   | 3        |
| 14 | Belgium     | KP    | Massimo Bruno      | 2            | 0   | 2        |
| 23 | Németország | V     | Marcel Halstenberg | 2            | 0   | 2        |
| 17 | Németország | CS    | Nils Quaschner     | 1            | 0   | 1        |
| 4  | Németország | V     | Willi Orban        | 1            | 0   | 1        |
| 16 | Németország | V     | Lukas Klostermann  | 1            | 0   | 1        |
| 13 | Ausztria    | KP    | Stefan Ilsanker    | 1            | 0   | 1        |
| 5  | Törökország | V     | Atınç Nukan        | 1            | 0   | 1        |